# Syracuse Crunch
I Syracuse Crunch sono una squadra di hockey su ghiaccio dell'American Hockey League con sede nella città di Syracuse, nello stato di New York. Sono affiliati ai Tampa Bay Lightning, squadra della National Hockey League, e disputano i loro incontri casalinghi presso la Oncenter War Memorial Arena.

## Storia
La franchigia nacque nel 1992 con il nome di Hamilton Canucks, e fu per due stagioni la formazione affiliata alla squadra NHL dei Vancouver Canucks. I Canucks rimasero ad Hamilton solo due stagioni, decidendo nel 1994 di trasferirsi a Syracuse, nello stato di New York.
Tramite un sondaggio popolare fu scelto in nuovo nome per la squadra, Crunch, e fin dalle prime stagioni iniziò un'accesa rivalità regionale con i Rochester Americans. Anche dopo il trasferimento da Hamilton i Crunch rimasero fino al 2000 legati alla franchigia dei Canucks. Dalla stagione 2000-01 si legarono alla neonata squadra dei Columbus Blue Jackets, iniziando una collaborazione che si sarebbe conclusa sono nel 2010 con la scelta da parte dei Blue Jackets di legarsi agli Springfield Falcons. Dal 2010 al 2012 i Crunch furono affiliati agli Anaheim Ducks. Dalla stagione 2012-13 si accordarono invece con i Tampa Bay Lightning.
I Crunch giocarono il primo match all'aperto nella storia della AHL il 20 febbraio 2010 contro Binghamton Senators nel Mirabito Outdoor Classic. L'incontro si svolse a Syracuse e vide il successo dei Crunch per 2-1. Nella stagione 2012-13 giunsero alle finali della Calder Cup dove furono sconfitti per 4-2 dai Grand Rapids Griffins.

### Affiliazioni
Nel corso della loro storia i Syracuse Crunch sono stati affiliati alle seguenti franchigie della National Hockey League:
- Vancouver Canucks: (1994-2000)
- Pittsburgh Penguins: (1997-1999)
- Columbus Blue Jackets: (2000-2010)
- Anaheim Ducks: (2010-2012)
- Tampa Bay Lightning: (2012-)

## Record stagione per stagione
| Stagione        | Division     | Gare | V  | S  | P  | OTL | SOL | Punti | GF  | GS  | Piazzamento | Play-off |
| --------------- | ------------ | ---- | -- | -- | -- | --- | --- | ----- | --- | --- | ----------- | --- |
| Syracuse Crunch |              |      |    |    |    |     |     |       |     |     |             | |
| 1994-95         | South        | 80   | 29 | 42 | 9  | 0   | -   | 67    | 288 | 325 | 5°          | |
| 1995-96         | Central      | 80   | 31 | 37 | 5  | 7   | -   | 74    | 257 | 307 | 5°          | vince 1º turno (Binghamton) 3-1 vince 2º turno (Baltimore) 4-3 perde semifinali (Rochester) 1-4                                        |
| 1996-97         | Empire State | 80   | 32 | 38 | 10 | 0   | -   | 74    | 241 | 265 | 4°          | perde 1º turno (Rochester) 0-3 |
| 1997-98         | Empire State | 80   | 35 | 32 | 11 | 2   | -   | 83    | 272 | 285 | 3°          | perde 1º turno (Hamilton) 2-3 |
| 1998-99         | Empire State | 80   | 18 | 50 | 9  | 3   | -   | 48    | 220 | 327 | 5°          | |
| 1999-2000       | Empire State | 80   | 35 | 35 | 9  | 1   | -   | 80    | 290 | 294 | 2°          | perde 1º turno (Hamilton) 1-3 |
| 2000-01         | Mid-Atlantic | 80   | 33 | 30 | 12 | 5   | -   | 83    | 235 | 254 | 3°          | perde 1º turno (Wilkes-Barre) 2-3 |
| 2001-02         | Central      | 80   | 39 | 23 | 13 | 5   | -   | 96    | 228 | 193 | 1°          | vince 1º turno (Philadelphia) 3-0 perde 2º turno (Chicago) 3-4                                                                         |
| 2002-03         | Central      | 80   | 27 | 41 | 8  | 4   | -   | 96    | 201 | 256 | 4°          | |
| 2003-04         | North        | 80   | 38 | 25 | 10 | 7   | -   | 93    | 239 | 235 | 2°          | perde 1º turno (Rochester) 3-4 |
| 2004-05         | North        | 80   | 36 | 33 | -  | 4   | 7   | 83    | 215 | 230 | 5°          | |
| 2005-06         | North        | 80   | 47 | 25 | -  | 5   | 3   | 102   | 272 | 251 | 2°          | perde 1º turno (Manitoba) 2-4 |
| 2006-07         | North        | 80   | 34 | 34 | -  | 4   | 8   | 80    | 250 | 248 | 5°          | |
| 2007-08         | North        | 80   | 46 | 26 | -  | 2   | 6   | 100   | 247 | 201 | 2°          | vince 1º turno (Manitoba) 4-2 perde 2º turno (Toronto) 3-4                                                                             |
| 2008-09         | North        | 80   | 40 | 32 | -  | 5   | 3   | 88    | 214 | 226 | 5°          | |
| 2009-10         | East         | 80   | 34 | 39 | -  | 4   | 3   | 75    | 227 | 272 | 6°          | |
| 2010-11         | East         | 80   | 35 | 38 | -  | 3   | 4   | 77    | 221 | 250 | 6°          | |
| 2011-12         | East         | 76   | 37 | 29 | -  | 5   | 5   | 84    | 238 | 229 | 4°          | perde 1º turno (St. John's) 1-3 |
| 2012-13         | East         | 76   | 43 | 22 | -  | 6   | 5   | 97    | 247 | 201 | 1°          | vince 1º turno (Portland) 3-0 vince 2º turno (Springfield) 4-0 vince semifinali (Wilkes-Barre) 4-1 perde Calder Cup (Grand Rapids) 2-4 |
| 2013-14         | East         | 76   | 31 | 32 | -  | 4   | 9   | 75    | 198 | 232 | 5°          | |
| 2014-15         | Northeast    | 76   | 41 | 25 | -  | 10  | 0   | 92    | 218 | 219 | 2°          | perde 1º turno (Wilkes-Barre) 0-3 |
| 2015-16         | North        | 76   | 32 | 29 | -  | 11  | 4   | 79    | 213 | 240 | 4°          | |

## Record della franchigia

### Singola stagione
Gol: 40  Lonny Bohonos (1995-96)
Assist: 58  Bill Bowler (2000-01)
Punti: 79  Lonny Bohonos (1995-96) e  Bill Bowler (2000-01)
Minuti di penalità: 357  Jody Shelley (2000-01)
Media gol subiti: 2.18  Jean-François Labbé (2001-02)
Parate %: .928  Jean-François Labbé (2001-02)

### Carriera
Gol: 107  Mark Hartigan
Assist: 143  Brad Moran
Punti: 241  Brad Moran
Minuti di penalità: 820  Jeremy Reich
Vittorie: 78  Karl Goehring
Shutout: 11  Jean-François Labbé e  Karl Goehring
Partite giocate: 334  Brad Moran

## Palmarès

### Premi di squadra
- Frank Mathers Trophy: 1

2012-2013
- John D. Chick Trophy: 1

2001-2002
- Richard F. Canning Trophy: 1

2012-2013

### Premi individuali
- Les Cunningham Award: 1

Tyler Johnson: 2012-2013
- Willie Marshall Award: 1

Tyler Johnson: 2012-2013
- Yanick Dupré Memorial Award: 1

Eric Neilson: 2013-2014